# Ria Bond
Ria Iris Daphne Bond (geborene Shortland; * 1976 in Palmerston North) ist eine neuseeländische Politikerin (NZ First). Von 2015 bis 2017 war sie Mitglied des Repräsentantenhauses.

## Leben und Karriere

### Frühes Leben
Ria Shortland wurde 1976 in Palmerston North in einer Familie aus den Māori-Stämmen Ngāti Hine und Ngāpuhi geboren. Sie besuchte die Highbury Primary School (heute bekannt als die Somerset Crescent School) und den Queen Elizabeth College. Sie hat zwei Kinder. Sie ist die Großnichte von Sir James Henare.

### Berufliche Karriere
Bond war Friseurin in Invercargill und diente als Vorsitzende der New Zealand Association of Registered Hairdressers, die 8.000 Besitzer und Arbeiter vertrat. Zudem war sie als Leiterin der Hairdressing Industry Training Organisation tätig.

### Politische Karriere
Bond trat 2011 in die Partei New Zealand First ein und wurde 2012 zum nationalen Vorstandsmitglied der Partei gewählt. Im August 2014 verließ sie ihren Friseursalon und kandidierte bei der Parlamentswahl 2014 im Wahlkreis Invercargill. Sie kam auf Platz 3 an und war zudem die 12. Listenkandidatin von NZ First, aber die Parteiliste gewann nur 11 Sitze. Nach der Parlamentswahl zog sie nach Wainuiomata in Lower Hutt um und arbeitete im Parlament als Assistentin der Repräsentanten Richard Prosser und Mahesh Bindra.
Als Winston Peters am 28. März 2015 die Nachwahl in Northland gewann und damit Wahlkreis-Abgeordneter wurde, zog Bond am 28. April 2015 als nächste Listenkandidatin von NZ First ins Repräsentantenhaus ein. Am 6. Mai 2015 wurde sie Mitglied des Sonderausschusses für Handel.
Bei der Parlamentswahl 2017 erzielte NZ First nicht genug Stimmen, um Ria Bond als Parlamentsmitglied zu bestätigen.
Am 15. April 2019 kündigte Bond ihre Kandidatur für die Bürgermeisterwahl in Invercargill 2019 an. Ihre Kandidatur wurde dennoch aus technischen Gründen abgelehnt.